# Katastrofa kolejowa pod Borkami
Katastrofa carskiego pociągu pod Borkami – wypadek kolejowy, który miał miejsce 17 października?/29 października 1888 z udziałem pociągu cesarskiego na linii Kolei Kursko-Charkowsko-Azowskiej (obecnie Kolej Południowa) w pobliżu stacji Borki pod Charkowem (obecnie Wełeteń w rejonie czuhujewskim). Pomimo licznych ofiar w ludziach i poważnych uszkodzeń taboru kolejowego, w tym imperatorskiego wagonu, sam cesarz Aleksander III i członkowie jego rodziny przeżyli. Uratowanie rodziny cesarskiej zostało w oficjalnej prasie i tradycji kościelnej zinterpretowane jako cud; w miejscu katastrofy wzniesiono cerkiew Chrystusa Zbawiciela.

## Przebieg zdarzeń

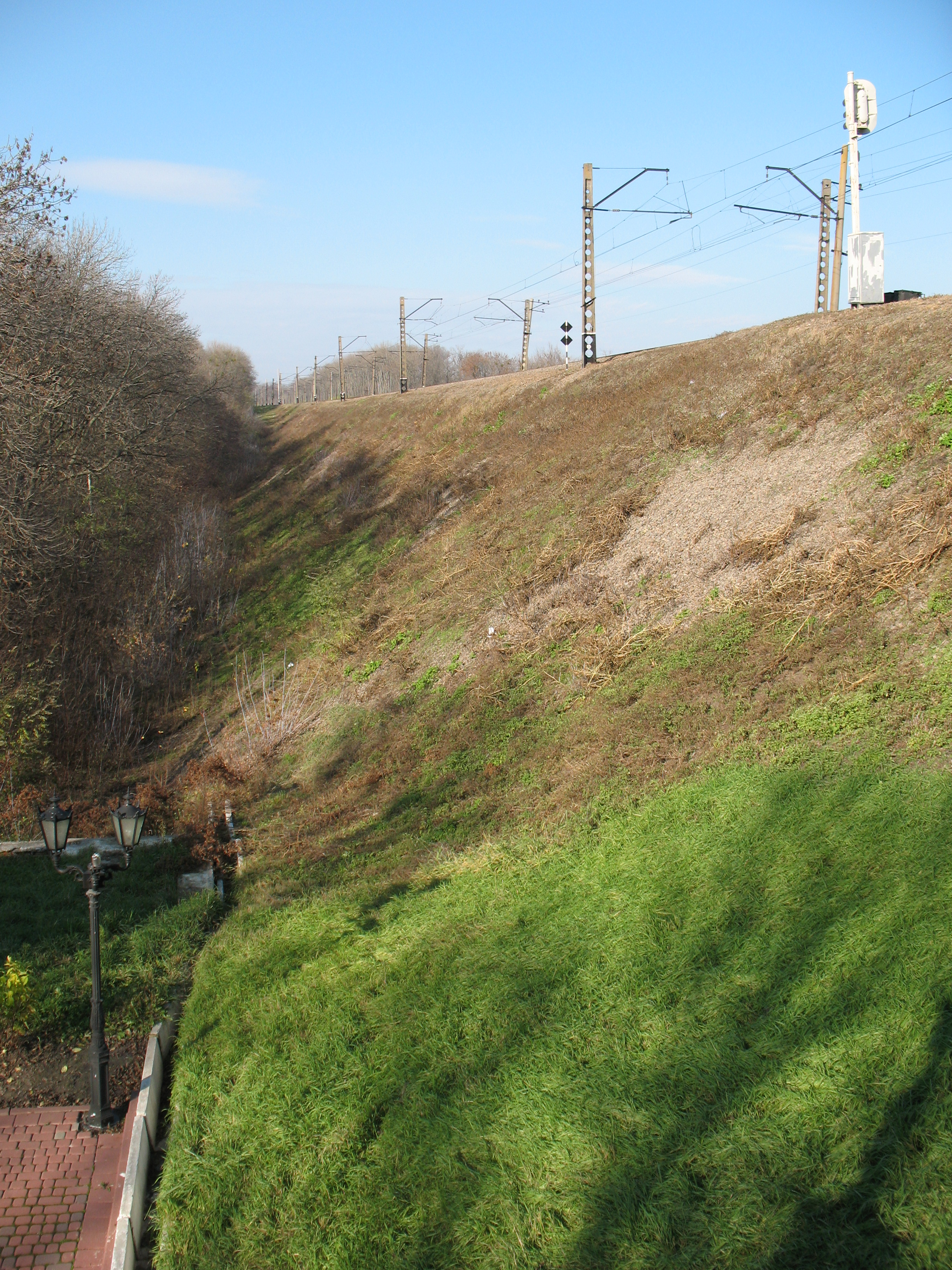
Miejsce katastrofy pierwszych wagonów pociągu carskiego: nasyp kolejowy, pod który wpadł pociąg. Obszar dzisiejszej wsi Wełeteń (wówczas chutor Szemietow).

Do wypadku pociągu cesarskiego doszło 17 października?/29 października 1888 r. o godz. 14:14 na 295 kilometrze linii Kursko-Charkowsko-Azowskiej na południe od Charkowa(297 wiorst od Kurska). Rodzina królewska podróżowała z Krymu (z Sewastopola) do Petersburga (zimowej rezydencji w Gatczynie). Stan techniczny wagonów był doskonały, pracowały przez 10 lat bez wypadków. Wbrew jednak ówczesnym przepisom kolejowym, które ograniczały liczbę osi w pociągu pasażerskim do 42, pociąg cesarski, składający się z 15 wagonów, miał 64 osie. Masa pociągu mieściła się w granicach ustalonych dla przewozu towarów, ale prędkość ruchu odpowiadała pociągowi ekspresowemu. Wbrew regulaminowi pociąg ciągnęły dwie lokomotywy, z których pierwsza była towarowa Т-164, a druga pasażerska П-41. 
Prędkość pociągu wynosiła 68 km/h, co znacznie przekraczało prędkość projektową lokomotywy prowadzącej. 
Rozbieżność między wymiarami pociągu oraz jego prędkością a wymogami bezpieczeństwa nieraz budziła wątpliwości i obawy, m.in. Sergiusza Wittego, który jako pracownik prywatnej firmy kolejowej jeszcze we wrześniu 1888, w trakcie podróży cara na Krym, dosadnie zaprotestował przeciwko przewożeniu imperatorskiej rodziny w takich warunkach.
W wyniku nadmiernej prędkości równowaga mechanizmu napędowego drugiej lokomotywy została zaburzona i zaczęły występować znaczne przeciążenia pionowe, które z kolei poluzowały słabą konstrukcję nośną torów, dlatego druga lokomotywa wpadła między rozdzielone szyny. W tych warunkach wykoleiło się 10 wagonów. Ponadto tor w miejscu katastrofy przebiegał wzdłuż wysokiego nasypu – około 5 sążni (około 10,7 m) wysokości. Ciężkie carskie wagony zmiażdżyły swoim ciężarem zwykłe wagony ze służbą, umieszczone na czele pociągu.
W tym czasie Aleksander III z rodziną i najbliższym otoczeniem (m. in. z ministrami: Piotrem Wannowskim i Konstantinedm Possietem) spożywał późne śniadanie. Właśnie podawano deser. Gdy kelner podszedł do cesarza, aby dodać śmietany, nastąpiło straszne szarpnięcie i pociąg się wykoleił. Według naocznych świadków, silny wstrząs wyrzucił wszystkich w pociągu z miejsc. Po pierwszym wstrząsie nastąpił straszny trzask, potem drugi wstrząs, jeszcze silniejszy niż pierwszy, a po trzecim, cichym wstrząsie pociąg się zatrzymał. 

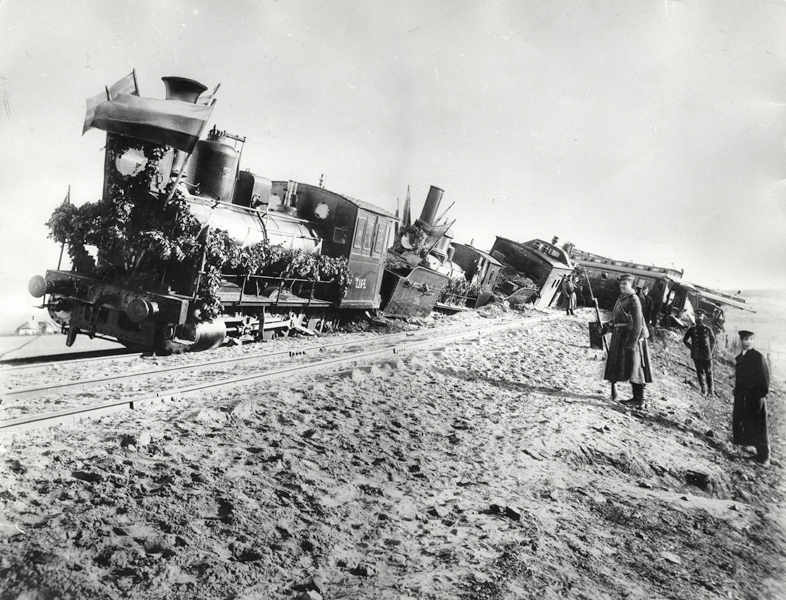
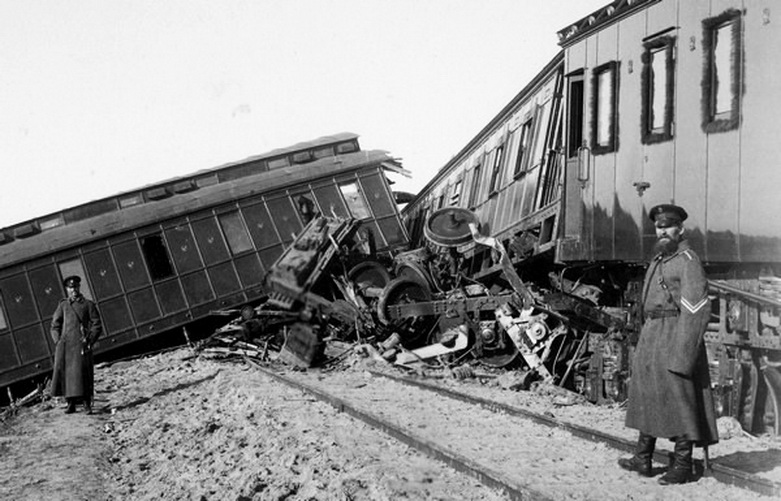
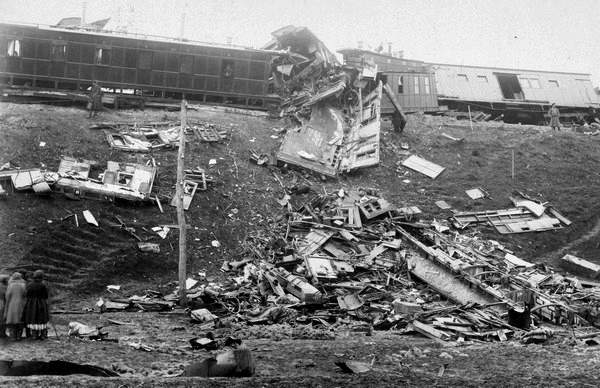
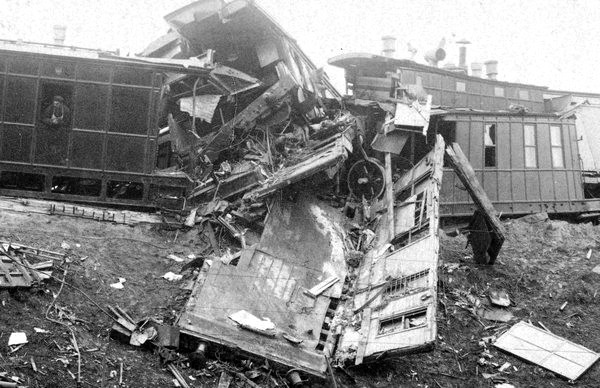
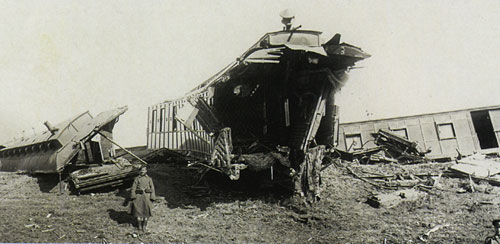
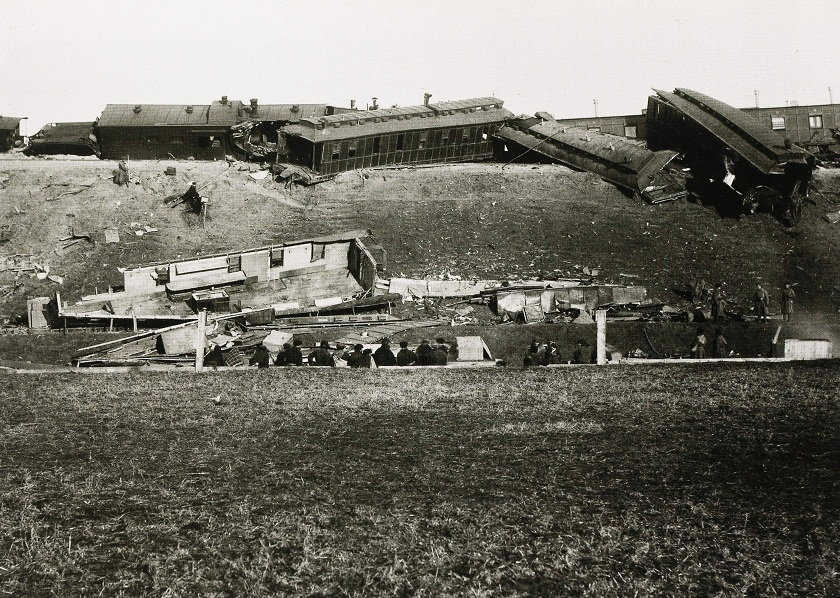
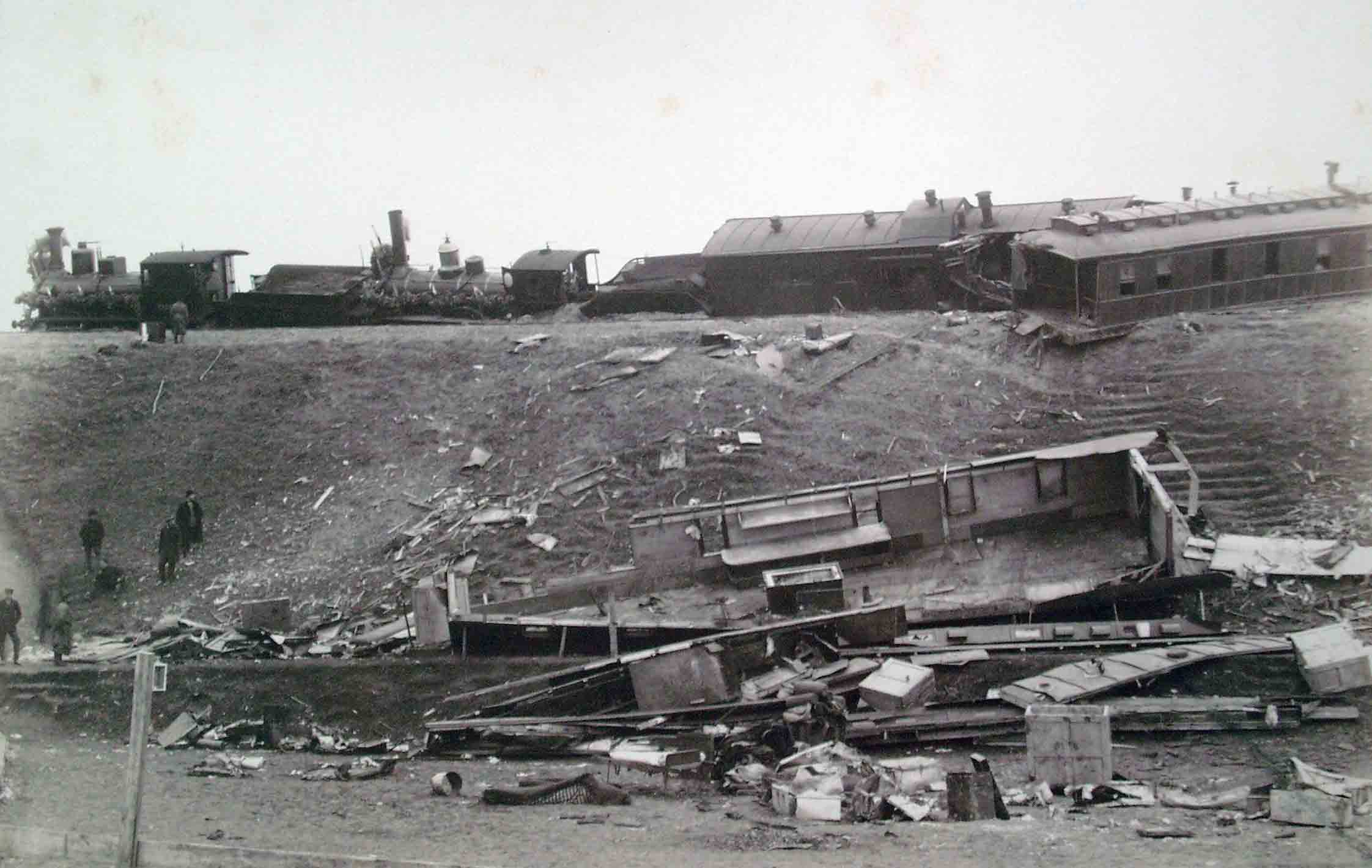
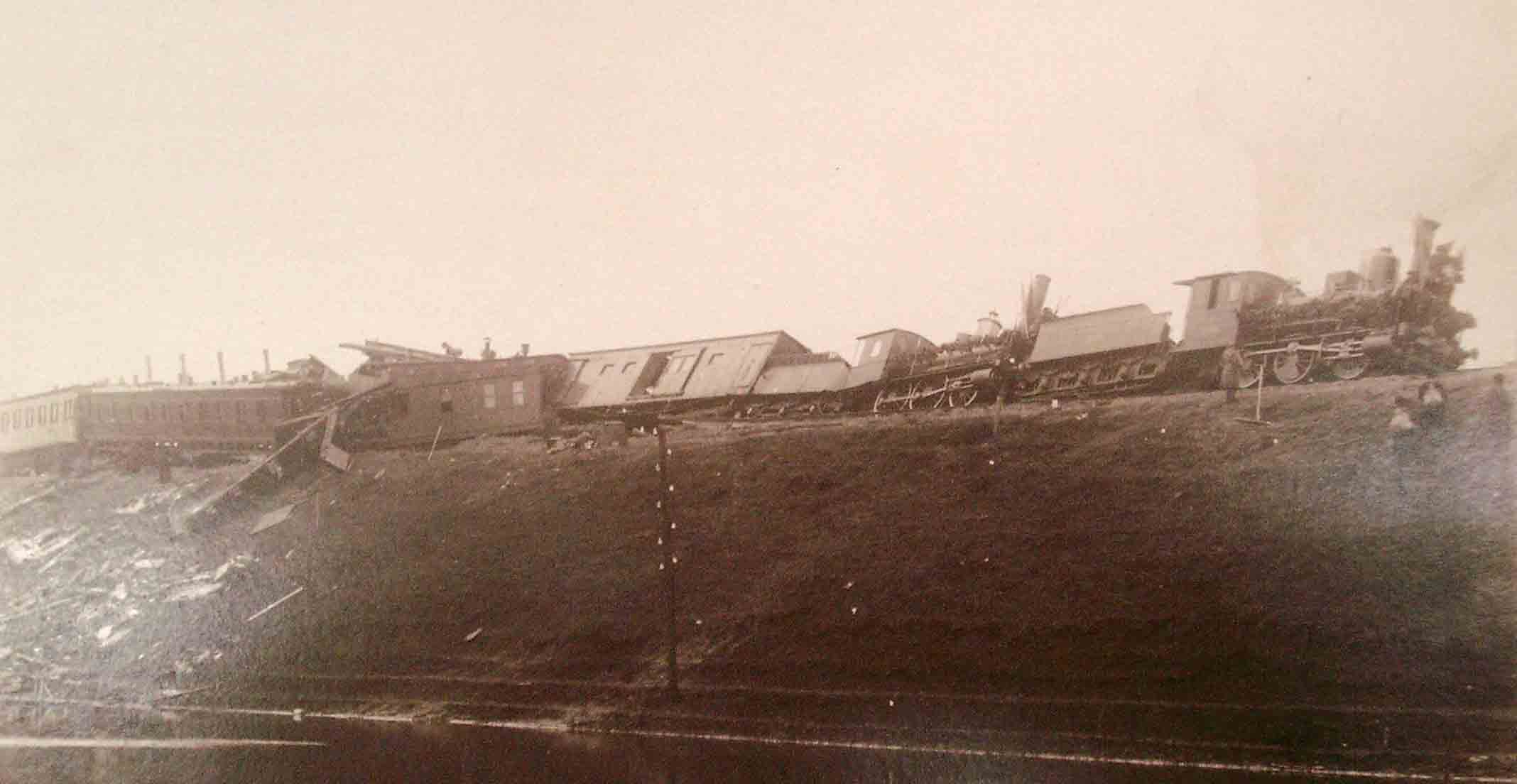
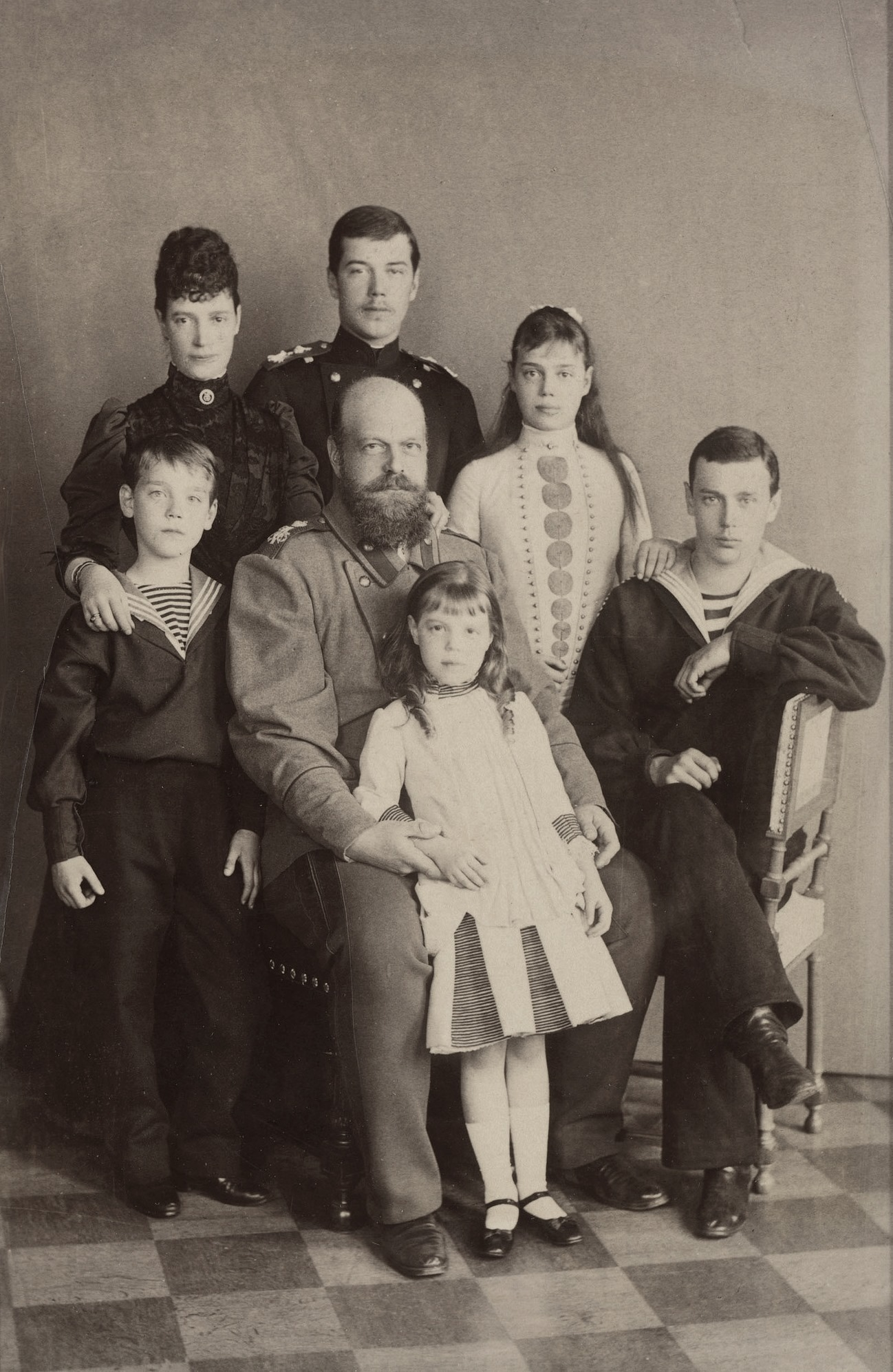
Aleksander III z żoną i z dziećmi (Siergiej Lewicki(inne języki), 1888-1889)
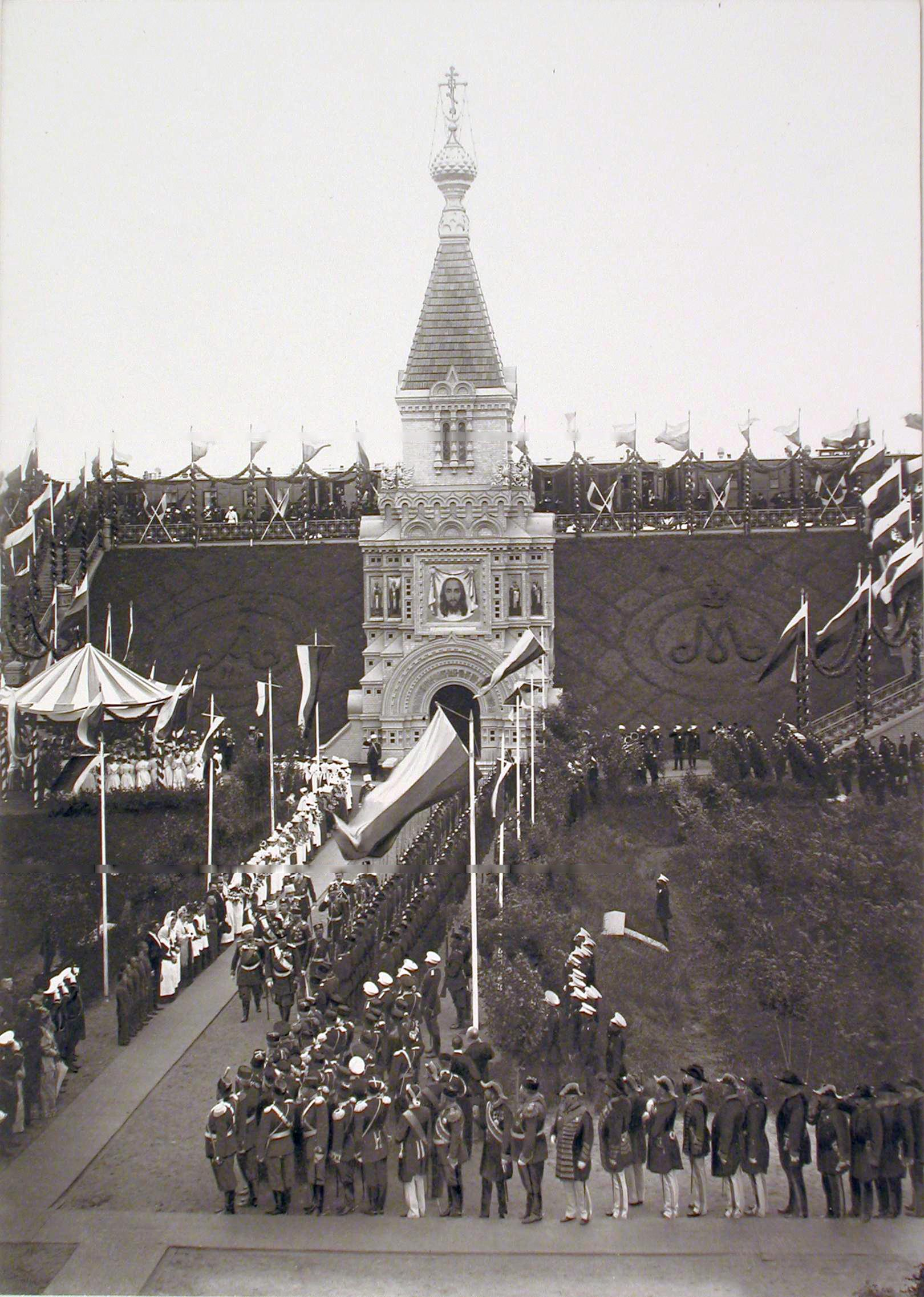
Konsekracja pierwszej cerkwi Chrystusa Zbawiciela w Borkach (14 czerwca?/26 czerwca 1894)
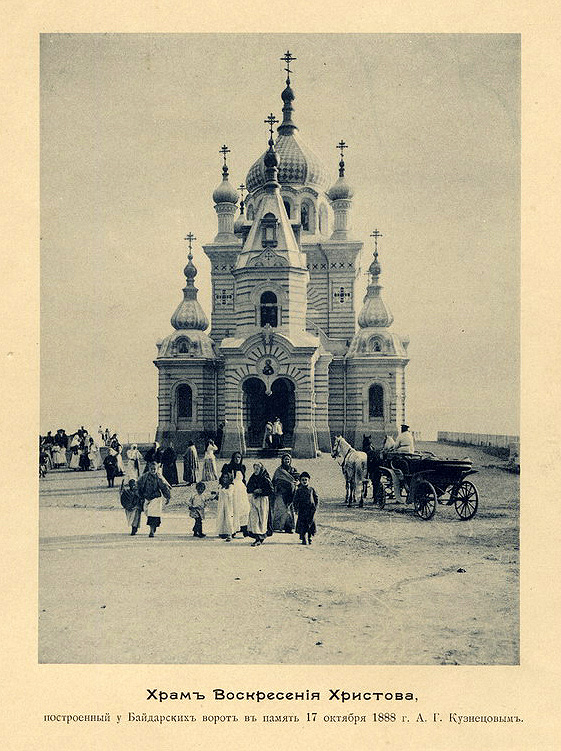
Cerkiew Zmartwychwstania w Foros upamiętniająca „cud” w Borkach (1900)
Medal pamiątkowy upamiętniający uratowanie carskiej rodziny (wg projektu A. Grilichesa(inne języki))

## Skutki katastrofy
Straszny obraz zniszczenia ukazał się oczom tych, którzy przeżyli katastrofę. Wszyscy rzucili się na poszukiwanie rodziny carskiej i wkrótce zobaczyli cara i jego rodzinę żywych i zdrowych. Wagon z carską jadalnią, w którym znajdowali się Aleksander III i jego żona Maria Fiodorowna z dziećmi i orszakiem, został całkowicie zniszczony: bez kół, ze spłaszczonymi i zniszczonymi ścianami, spoczywał, półleżąc po lewej stronie nasypu; jego dach częściowo leżał na dolnej ramie. Pierwsze szarpnięcie powaliło wszystkich na podłogę, a gdy po zniszczeniu podłoga się zawaliła i pozostała tylko rama, wszyscy znaleźli się na nasypie pod osłoną dachu. Podobno Aleksander III, który wyróżniał się wzrostem i siłą, trzymał dach powozu na ramionach, podczas gdy jego rodzina i inne ofiary wydostawały się spod gruzów.
Z całego pociągu, składającego się z 15 wagonów, przetrwało tylko pięć, zatrzymanych przez automatyczne hamulce Westinghouse’a i Hardy’ego, wprowadzone do cesarskiego składu (wraz z oświetleniem elektrycznym zasilanym prądnicą i akumulatorami) przy znacznym udziale Jana Petrozolina. Obie lokomotywy również pozostały nienaruszone. Wagon, w którym znajdowali się dworscy urzędnicy i personel bufetu, został całkowicie zniszczony, wszyscy w nim zginęli, a ich ciała odnaleziono okaleczone. W wagonie carskich dzieci w chwili katastrofy znajdowała się tylko wielka księżna Olga Aleksandrowna, wyrzucona na nasyp wraz z nianią, oraz młody wielki książę Michał Aleksandrowicz, wyciągnięty z wraku przez żołnierza z pomocą samego władcy. Przykryci ziemią i gruzem cesarz, cesarzowa, cesarzewicz Mikołaj Aleksandrowicz – przyszły rosyjski cesarz Mikołaj II, wielki książę Jerzy, wielka księżna Ksenia i oficerowie Świty zaproszeni na śniadanie wyczołgali się spod wagonu. Większość pasażerów tego wagonu uniknęła uszkodzeń ciała, z wyjątkiem, komendanta Osobistego Konwoju Jego Imperatorskiej Wysokości, fligeladiutanta Szeremietiewa, który m.in. miał zmiażdżony palec.
Lewe ramię cesarzowej zostało kontuzjowane, a plecy sześcioletniej wielkiej księżnej Olgi, która została wyrzucona przez okno na stromy nasyp, zostały posiniaczone. Sam cesarz również doznał stłuczenia pleców. Obrażenie cara przyczyniły się do choroby nerek i przedwczesnego zgonu.

## Likwidacja skutków
Wieść o katastrofie pociągu cesarskiego szybko się rozeszła, a pomoc nadeszła ze wszystkich stron. Aleksander III osobiście nakazał wydobycie rannych spod wraków rozbitych wagonów. Cesarzowa i personel medyczny obchodzili rannych, udzielając im pomocy i starając się wszelkimi sposobami ulżyć cierpieniom rannych, mimo że jej ręka powyżej łokcia była uszkodzona i pozostała jedynie w sukni. Na ramiona carycy narzucono oficerski płaszcz, w którym udzielała pomocy.
W katastrofie rannych zostało łącznie 37 (wg innych danych 68 osób), z czego 21 zmarło. Dopiero o zmierzchu, gdy zidentyfikowano wszystkich zmarłych i żaden ranny nie pozostał bez pomocy, rodzina cesarska wsiadła do drugiego pociągu imperatorskiego, który tu dotarł, i odjechał na stację kolejową w Łozowej, gdzie w nocy odprawiono pierwsze nabożeństwo dziękczynne za cudowne ocalenie cara i jego rodziny od śmiertelnego niebezpieczeństwa. Następnie pociąg cesarski odjechał do Charkowa, aby kontynuować podróż do Petersburga.

## Śledztwo w sprawie katastrofy

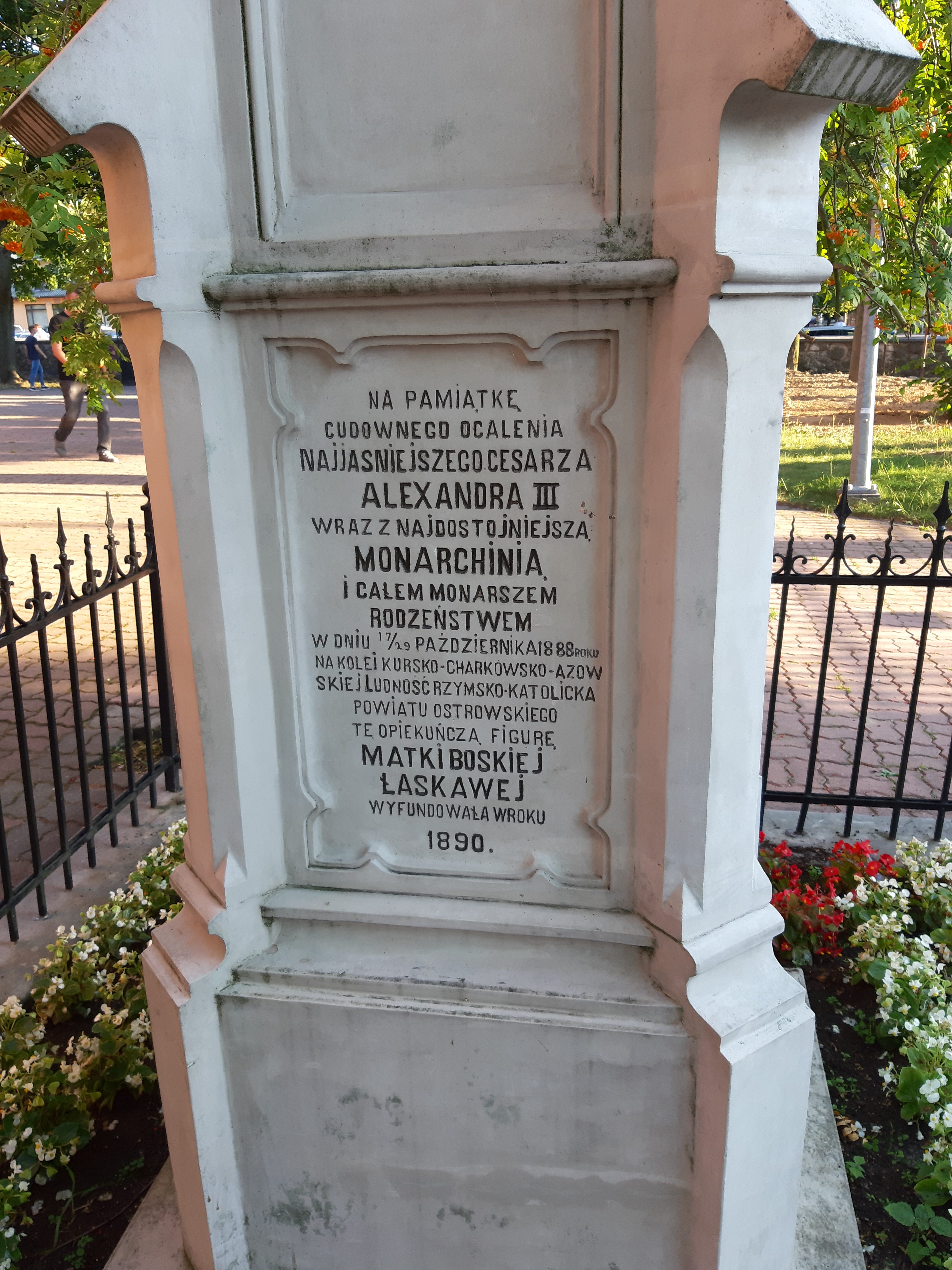
Inskrypcja upamiętniająca „cudowne ocalenie” na dziedzińcu kościoła Wniebowzięcia Najświętszej Maryi Panny w Ostrowi Mazowieckiej

Przyczyny katastrofy nigdy nie zostały w pełni wyjaśnione. Car szybko nakazał wstrzymanie prac komisji kierowanej przez znanego rosyjskiego prawnika, Anatola Koniego. Na plan pierwszy wysunięto wyjaśnienia odwołujące się do boskiej opieki nad carską rodziną. Według pierwszej wersji przyczyną katastrofy były czynniki techniczne: zbyt duża szybkość pociągu prowadzonego przez dwie lokomotywy, przekroczenie norm obciążenia oraz zły stan toru. Według wspomnień ministra wojny gen. Władimira Suchomlinowa, Michaiła von Taube oraz prof. Aleksandra Wasiutyńskiego przyczyną katastrofy był zamach — wybuch bomby zegarowej, umieszczonej przez pomocnika kucharza związanego z Narodną Wolą. Teza o zamachu była jednak tylko bezpodstawną spekulacją.
Oberprokurator Anatolij Koni nie znalazł śladów zamachu, a jedynie przestępcze zaniedbania, naruszenie obowiązujących przepisów, niegospodarność, łapówki i brak nadzoru ze strony Ministerstwa Kolei. Jako przyczyny katastrofy podaje się:
- podwójną trakcję pociągu: lokomotywa towarowa i pasażerska;
- przekroczenie masy pociągu i liczby osi oraz przesunięcie – dla wygody pasażerów – ciężkich wagonów carskich (z których dodatkowo usunięto hamulce) za wagonami służby;
- przekroczenie prędkości (car uwielbiał szybką jazdę);
- słaba konstrukcja torów (spróchniałe podkłady, podmyty wysoki nasyp, słaby tor).

Problemy związane z hamowaniem przypominają przyczyny katastrofy kolejowej w Meudon.
Do dymisji podał się minister kolei, admirał Konstantin Possiet oraz kilku innych oficjeli, nie ukarano natomiast niższych urzędników kolei. Siergiej Witte został przywrócony do służby państwowej

## Wpływy kulturowe

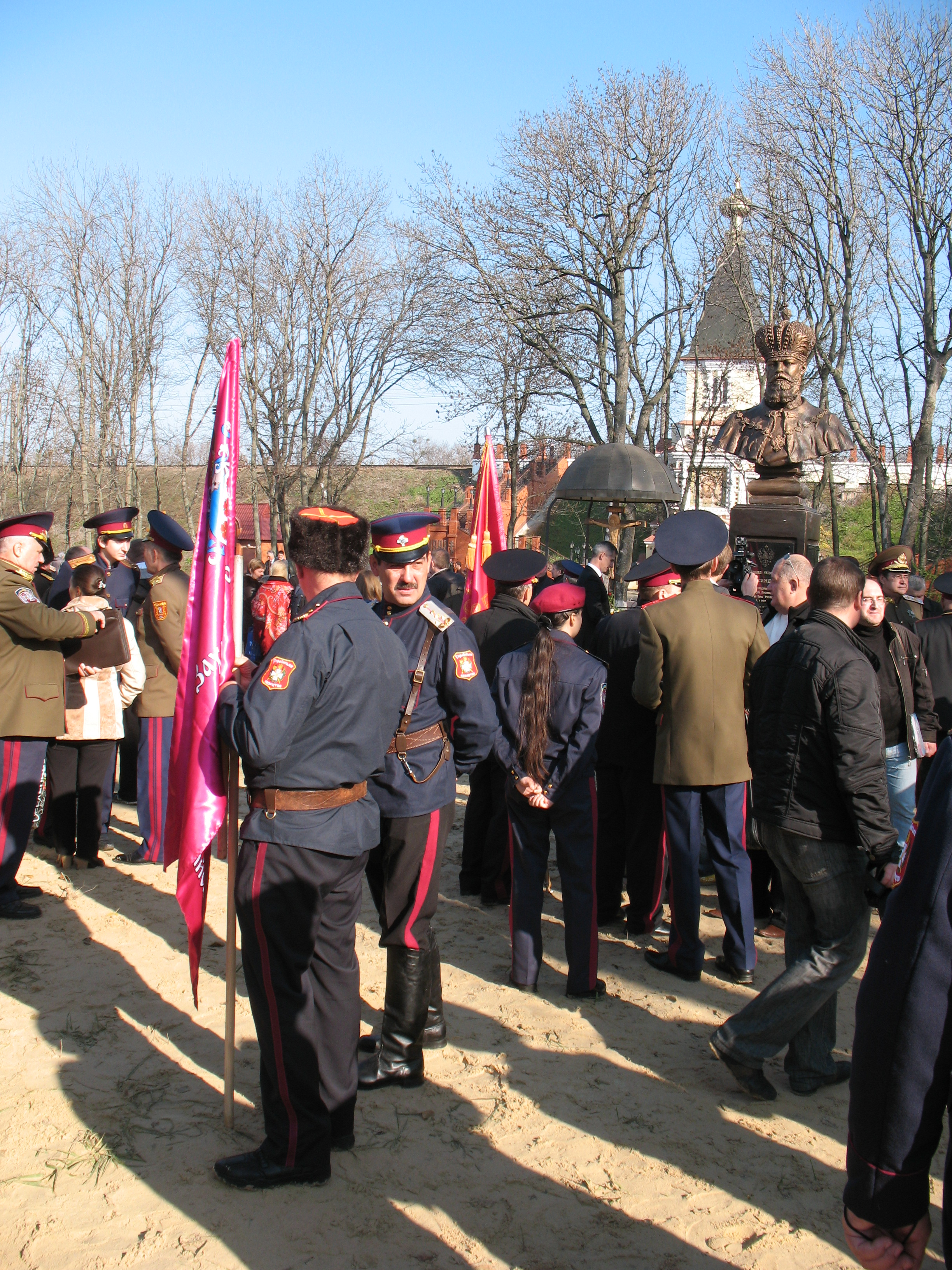
Współcześni kozacy charkowscy podczas odsłonięcia popiersia Aleksandra III w Borkach (2013)

Wykolejenie pod Borkami zostało wykorzystane propagandowo do celów politycznych, i związanych z nimi celów religijnych. Na pamiątkę katastrofy kolejowej i „cudownego” ocalenia cara oraz jego rodziny budowano cerkwie, kaplice, odlewano dzwony pamiątkowe, pisano ikony, malowano obrazy.
W 1893 w miejscu katastrofy pociągu carskiego wzniesiono skit Spaski (Zbawiciela). Następnie w tym samym miejscu wzniesiono sobór Chrystusa Zbawiciela. Ostatnie nabożeństwo modlitewne w obecności Mikołaja II odbyło się tu 19 kwietnia 1915. A w latach 30. XX w. kaplica została zniszczona przez bolszewików. W 2013 w rejonie zmijewskim Ukrainy odsłonięto pomnik rosyjskiego cesarza Aleksandra III. Uroczystościom przewodniczył arcybiskup iziumski i kupiański Elizeusz (Iwanow). Patronat honorowy nad inicjatywą objął prezydent Federacji Rosyjskiej, Władimir Putin. 
W sumie na pamiątkę cudownego ocalenia rodziny cesarskiej w latach 1888–1890 zbudowano, przekazano i ustanowiono 126 cerkwi (m.in. w Krasnodarze i w Harbinie, a w pewnym sensie sobór św. Aleksandra Newskiego w Tallinnie i cerkiew Świętej Trójcy w Jekaterynburgu), 32 kaplice boczne, 320 czasowni (np. kaplica w Kijowie), 17 dzwonnic, 116 ikonostasów, 30 ogrodzeń kościelnych, 2873 kioty i 54 ryzy, 152 krzyże ołtarzowe i krzyże przenośne, 434 chorągwie, 685 dzwonów, 324 lampy, 107 cerkiewnych szkół parafialnych, kilka przytułków i schronisk.
Na cześć „cudownego ocalenia rodziny królewskiej 17 października 1888 r.”  Cerkiew prawosławna ustanowiła święto kościelne, w całej Rosji odprawiono nabożeństwa dziękczynne, odbyły się uroczyste demonstracje, parady i przeglądy wojsk, wydano bankiety i koncerty, a także zorganizowano liczne imprezy charytatywne.
Na współczesnych ziemiach polskich pod zaborem rosyjskim obchodzono dzień Cudownego Ocalenia Rodziny Cesarskiej wzniesiono – często z inicjatywy lokalnej administracji rosyjskiej – m.in. pomniki w Zaczerlanach i w Augustowie  oraz cerkiew w Lubartowie. Także w wielu parafiach katolickich, w tym na terenie Królestwa Polskiego, mimo znanego antypolonizmu cara, również odprawiano dziękczynne msze, a także fundowano kapliczki, pamiątkowe tablice na kościołach, krzyże i figury (kapliczka w Przedborzu, statuy przed klasztorem i sanktuarium św. Anny w Smardzewicach i w Bodzentynie), choć niekiedy miało to charakter koniunkturalny, jak w przypadku posągu Matki Boskiej Łaskawej przed kościołem Wniebowzięcia NMP w Ostrowi Mazowieckiej. Narzucane odgórnie tego rodzaju akty lojalizmu miały nierzadko miejsce tam, gdzie niedawno mieszkańcy uczestniczyli w powstaniu styczniowym lub gdzie niegdysiejsi unici stawiali opór przeciwko narzuconemu prawosławiu, np. w Łomazach. Oprócz wymienionych wcześniej aktów wiernopoddaństwa, aby upamiętnić katastrofę w Borkach budowano cerkwie domowe, m.in. w Kole (Aleksander von Kreutz, wnuk Cypriana), Węgrowie (protojerej Naum Mizecki), a także podejmowano zbiórki na rzecz remontu starych świątyń (np. drewnianej cerkwi św. Eliasza w Różance, niegdyś unickiej) czy budowy ogrodzenia (np. wokół cerkwi Podwyższenia Krzyża Świętego w Hańsku). 
Tezę o zamachu bombowym na pociąg cesarski przedstawia m.in. Wacław Gąsiorowski w książce Królobójcy.
Gra komputerowa i komiks Assassin’s Creed: The Fall (2010), opowiadający historię Nikołaja Orłowa, asasyna walczącego z templariuszami, zawierają scenę walki głównego bohatera z carem Aleksandrem III na dachu pędzącego pociągu pod Borkami.
Katastrofa pociągu cesarskiego została pokazana w filmie Matylda z 2017, w którym jako przyczynę wypadku pokazano chłopski wóz z kłodami drewna, który utknął na torach. Z niejasnych powodów wydarzenie umiejscowiono w śnieżnej, zimowej scenerii.